# Jhenaidah (distrito)
Jhenaidah é um distrito localizado no sudoeste de Bangladesh. É uma parte de Khulna, em uma área de 1.964,77 km².  Jhenidah tem uma população estimada em 1.771.304 pessoas, com uma temperatura média anual de 37,1 ° C, mínima de 11,2 ° C; a precipitação anual é de 1467 milímetros. 